# Чхороцкуский муниципалитет
Чхороцкуский муниципалитет (Чхороцкуйский; груз. ჩხოროწყუს მუნიციპალიტეტი čxoroc’qus municipʼalitʼetʼi) — муниципалитет в Грузии, входящий в состав края Самегрело-Верхняя Сванетия. Находится на северо-западе Грузии, на территории исторической области Мегрелия. Административный центр — город Чхороцку.

## История
Чхороцкуский район был образован в 1929 году в составе Зугдидского уезда, с 1930 года в прямом подчинении Грузинской ССР. В 1951—1953 годах входил в состав Кутаисской области. 2 января 1963 года район был упразднён, 23 декабря 1964 года восстановлен.

## География
Вытянут с юго-запада на северо-восток вдоль течения реки Хобисцкали. В урочище Ципурия имеются три пещеры — Замшевая, Красавица и Листопадная.

## Население
По состоянию на 1 января 2018 года численность населения муниципалитета составила 21 931 житель, на 1 января 2014 года — 30,7 тыс. жителей.
Согласно переписи 2002 года население района (муниципалитета) составило 30 124 чел. По оценке на 1 января 2008 года — 29,8 тыс. чел.
Большинство населения составляют мегрелы, причисляемые к грузинам.
| Грузины  | 29 895 | 99,24 %  |
| Русские  | 127    | 0,42 %   |
| Абхазы   | 36     | 0,12 %   |
| Армяне   | 30     | 0,10 %   |
| Украинцы | 20     | 0,07 %   |
| всего    | 30 124 | 100,00 % |

| Грузины  | 22 243 | 99,70 %  |
| Русские  | 38     | 0,17 %   |
| Украинцы | 8      | 0,04 %   |
| Армяне   | 6      | 0,03 %   |
| другие   | 14     | 0,06 %   |
| всего    | 22 309 | 100,00 % |

## Административное деление
Территория муниципалитета разделена на 13 сакребуло:
- 1 городское (kalakis) сакребуло:
- 0 поселковых (dabis) сакребуло:
- 10 общинных (temis) сакребуло:
- 2 деревенских (soplis) сакребуло:

## Список населённых пунктов
В состав муниципалитета входит 31 населённых пунктов.
- Чхороцку (груз. ჩხოროწყუ)
- Ахути (груз. ახუთი)
- Гараха (груз. გარახა)
- Джумити (груз. ჯუმითი)
- Джумити (груз. ჯუმითი)
- Зуми (груз. ზუმი)
- Кведа-Чхороцку (груз. ქვედა ჩხოროწყუ)
- Кирцхи (груз. კირცხი)
- Коко (груз. ქოყო)
- Леахале (груз. ლეახალე)
- Легахаре (груз. ლეგახარე)
- Ледарсале (груз. ლედარსალე)
- Леджике (груз. ლეჯიქე)
- Лекарче (груз. ლექარჩე)
- Лекобале (груз. ლექობალე)
- Лесичине (груз. ლესიჭინე)
- Лецурцуме (груз. ლეწურწუმე)
- Меоре-Лесичине (груз. მეორე ლესიჭინე)
- Меоре-Чога (груз. მეორე ჭოღა)
- Моиданахе (груз. მოიდანახე)
- Монгири (груз. მონგირი)
- Мухури (груз. მუხური)
- Нагвазу (груз. ნაგვაზუ)
- Накиани (груз. ნაკიანი)
- Напичхово (груз. ნაფიჩხოვო)
- Очхомури (груз. ოჩხომური)
- Пирвели-Чога (груз. პირველი ჭოღა)
- Саракони (груз. სარაქონი)
- Таиа (груз. თაია)
- Хабуме (груз. ხაბუმე)
- Ханцки (груз. ხანწკი)